# Fritziana ulei
Fritziana ulei é uma espécie de anfíbio da família Hemiphractidae. Endêmica do Brasil, onde pode ser encontrada nos municípios de Resende e Nova Friburgo, no estado do Rio de Janeiro, e no município de São José do Barreiro, no estado de São Paulo.